# Civilització egea
La civilització egea correspon a un període de la prehistòria de Grècia que es va desenvolupar a la zona del mar Egeu. Designa un conjunt de cultures similars, com la minoica al voltant de l'illa de Creta, la micènica, a Grècia, especialment al Peloponès, o la ciclàdica, a les illes Cíclades. Era una civilització de comerciants (com ho seria la Grècia clàssica), sobretot de terrissa i obsidiana. Aquesta civilització es localitza dintre del període hel·làdic.
La gent vivia en grans cabanes circulars i estava organitzada en clans. Hi ha proves que els més poderosos tenien servents i esclaus. Aquests clans van anar avançant cap a la centralització al voltant de Cnossos, a Creta, fins que les tribus aquees van destruir la seva forma de vida (des del 1700 aC).
Alguns estudiosos responsabilitzen els Pobles de la mar de la desaparició d'aquesta cultura, que va donar lloc al que s'anomena edat fosca grega.